# Berlin-Niederschönhausen
 Niederschönhausen is een stadsdeel van Berlijn. Het ligt in het westen van het district Pankow. 

## Ligging
Niederschönhausen grenst in het noordwesten aan Wilhelmsruh, in het noorden aan Rosenthal, in het oosten aan Französich Buchholz, in het zuiden aan Pankow en in het zuidwesten aan Reinickendorf van het district gelijknamige district. 
Buiten Niederschönhausen zijn er ook nog de wijken Schönholz, Majakowskiring en Nordend (gedeeltelijk). 

## Geschiedenis
Het dorp werd rond 1230 gesticht en bleef lange tijd heel landelijk. In 1691 verwierf keurvorst Frederik III het dorp en liet in 1704 een reeds bestaand kasteeltje verder uitbouwen tot Schloss Schönhausen. Koning Frederik II schonk het slot in 170 aan zijn vrouw Elisabeth Christine die er, zonder de koning, tot 1797 woonde. 
In 1858 waren er nog maar 773 inwoners. Het gebied was opgedeeld in een gemeente en een Gutsbezirk. Beiden werden in 1920 opgenomen in Groot-Berlijn en bij Pankow ingedeeld. Na de splitsing van Berlijn werd het slot tot 1960 de ambtswoning van de president en tot 1964 van de voorzitter van de Staatsraad. 

## Verkeer
De tramlijn M1 verbindt Rosenthal met het centrum van Berlijn en met het metro en S-Bahn-station Pankow.
Er was vroeger een goederenstation Berlin-Niederschönhausen dat in de jaren 1990 opgeheven werd. 

## Sport
Voetbalclub VfB-Einheit zu Pankow speelt op de Paul-Zobel-Sportplatz en ontstond in 1991 door een fusie. Voorganger VfB Pankow speelde 18 seizoenen in de hoogste klasse, waarvan 1952 de laatste keer was. 

Blankenburg ·
Blankenfelde ·
Buch ·
Französisch Buchholz ·
Heinersdorf ·
Karow ·
Niederschönhausen ·
Pankow ·
Prenzlauer Berg ·
Rosenthal ·
Stadtrandsiedlung Malchow ·
Weißensee ·
Wilhelmsruh